# 이성용 (1956년)
이성용(1956년 10월 23일 ~ )은 대한민국의 남자 배우이다.

## 이력
- 1964년 미국으로 이민 하여 미국 마이에미 연극배우 데뷔 하고 그리고 무려 13년후 1977년 한국으로 돌아 온 뒤 연극배우 첫 데뷔 이전하였다.

## 학력
- 신일고등학교
- 고려대학교

## 출연작

### TV 드라마
- 1989년 무풍지대 (KBS2) - 김윤도
- 1989년 천사의 선택 (MBC) - 도계 광업소 근로자 대표 역
- 1993년 제3공화국 (MBC) - 선우종원, 양헌, 김재명
- 1995년 바람의 아들 (KBS2)
- 1995년 코리아게이트 (SBS) - 허화평
- 1996년 용의 눈물 (KBS1)
- 1998년 삼김시대 (SBS) - 허화평, 장준하
- 1998년 왕과 비 (KBS1) - 계양군
- 1999년 누룽지 선생과 감자 일곱개 (KBS2)
- 2000년 태조 왕건 (KBS1) - 경문왕
- 2001년 웬만해선 그들을 막을 수 없다 (SBS) - 238화 동작소방서장
- 2002년 야인시대 (SBS) - 홍명희
- 2002년 태양인 이제마 (KBS2)
- 2002년 장희빈 (KBS2) - 김창집
- 2003년 실화극장 죄와 벌 (MBC) - 변호인
- 2005년 그린 로즈 (SBS) - 지사장
- 2006년 사랑과 야망 (SBS) - 의사
- 2010년 명가 (KBS1) - 경주부윤

### 영화
- 1990년 구천동 화방
- 1990년 꼴찌부터 일등까지 우리반을 찾습니다
- 1994년 젊은 남자 - 박 이사